# Mustafa Madbúlí
Mustafa Kamál Madbúlí (arabsky مصطفى كمال مدبولي‎; * 28. dubna 1966 Egypt) je egyptský politik, od června 2018 předseda vlády Egypta. V letech 2014–2019 působil jako ministr bydlení ve vládě Šarífa Ismá'íla.

## Vzdělání
Madbúlí vystudoval Káhirskou univerzitu.

## Politická kariéra

### Úřadující předseda vlády
V listopadu 2017 byl jmenován úřadujícím předsedou vlády. Stalo se tak poté, co Šaríf Ismá'íl odjel z Egypta na léčení do Německa. Ve funkci působil do 1. prosince, kdy se Ismá'íl opět ujal funkce.

### Předseda vlády
Dne 7. června 2018 byl prezidentem Abd al-Fattáhem as-Sísím jmenován do funkce předsedy vlády. Ve funkci nahradil Šarífa Ismá'íla, jenž odstoupil po Sísího znovuzvolení v kontroverzních prezidentských volbách. Madbúlího vláda složila přísahu před Sísím 14. června.
Dne 3. července Madbúlí oficiálně předložil programové prohlášení parlamentu. Dne 25. července parlament v hlasování o důvěře schválil vládu a její programové prohlášení.